# Чамовце
Чамовце (слч. Čamovce) насељено је мјесто са административним статусом сеоске општине (слч. obec) у округу Лучењец, у Банскобистричком крају, Словачка Република.

## Становништво
| Година:    | 1994. | 2004.   | 2014.    | 2024.   |
| ---------- | ----- | ------- | -------- | ------- |
| Број људи: | 520   | 518     | 610      | 569     |
| Разлика:   |       | -0,38 % | +17,76 % | -6,72 % |

| Година:    | 2023. | 2024.   |
| ---------- | ----- | ------- |
| Број људи: | 568   | 569     |
| Разлика:   |       | +0,17 % |

Према подацима о броју становника из 2011. године насеље је имало 580 становника.